# André (apôtre)
Pour les articles homonymes, voir André et Saint André.
André (Andreas en grec) est un Juif de Galilée, frère de saint Pierre et le premier des apôtres à connaître Jésus-Christ, aussitôt après son baptême sur les bords du Jourdain. Son appel se produit lorsque Jésus le rencontre avec son frère Simon (l'apôtre Pierre), alors qu'ils jettent les filets pour pêcher dans le lac de Tibériade. Pour cette raison, la tradition ecclésiastique lui donne le titre de Protoclet ou « Premier appelé » (par le Seigneur). Le baiser des deux frères Pierre et André est devenu le symbole de la marche vers l'unité des Églises d'Orient et d'Occident.

## Histoire

### Selon la Bible
André naît à Bethsaïde, en Galilée, sur les bords du lac de Tibériade. Avec son frère Simon, il est pêcheur de profession. Recherchant Dieu, il a d'abord été le disciple du prédicateur Jean le Baptiste, qui l'a certainement baptisé. Lorsque saint Jean Baptiste désigne Jésus-Christ en disant : « Voici l'Agneau de Dieu qui ôte les péchés du monde » (Jean 1: 29-40), il le suit pour ne plus le quitter. Il est ainsi le premier disciple appelé par Jésus-Christ.
André sert souvent d'intermédiaire. Il présente notamment son frère Simon à Jésus. Lors de l'épisode de la multiplication des pains, il lui amène le jeune garçon qui porte les cinq pains et les deux poissons. Lorsque des Grecs veulent rencontrer Jésus, c'est encore à lui qu'ils s'adressent.

### Traditions

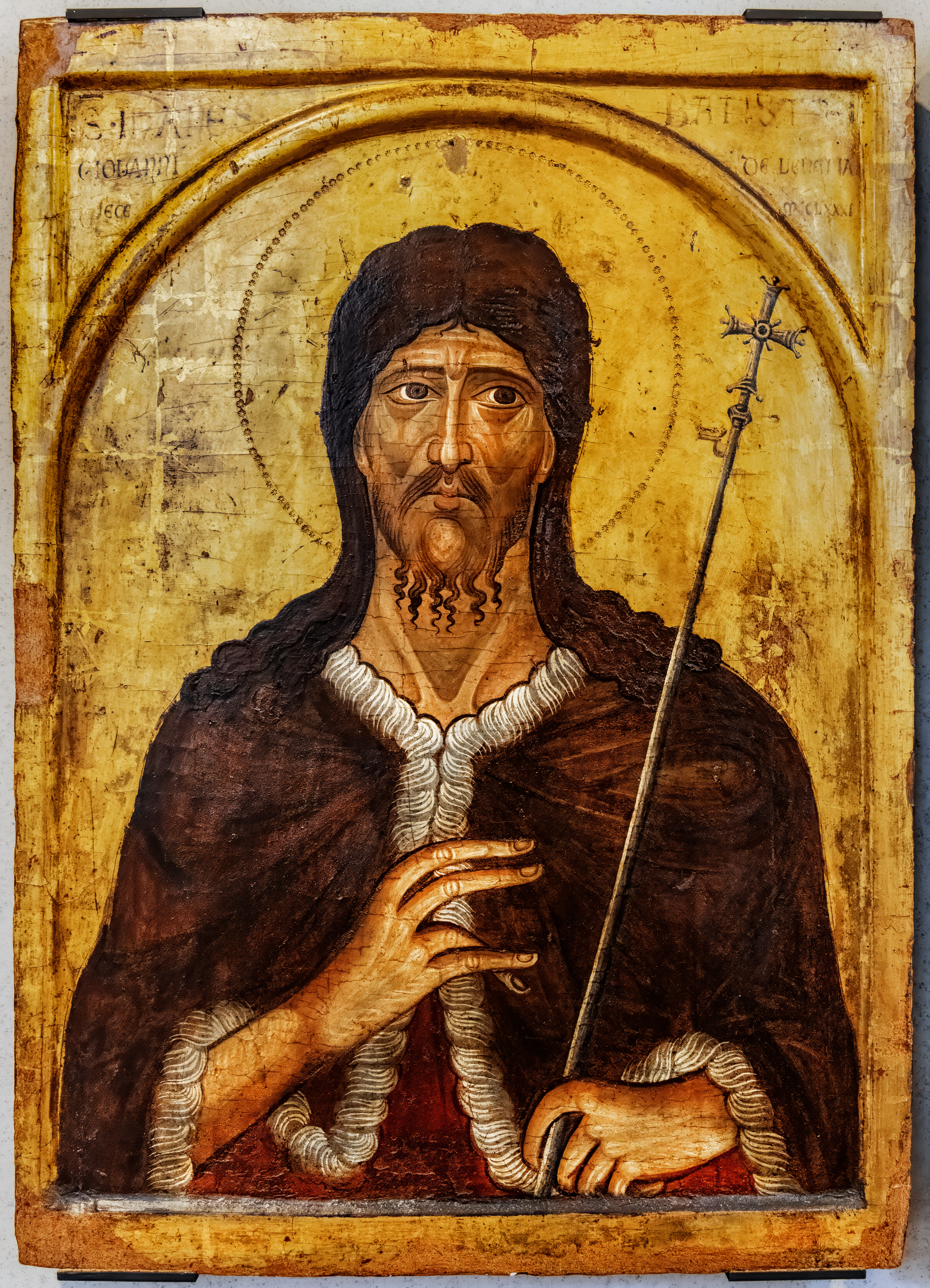
Représentions de saint André du XIIIe siecle - Musée Correr, Venise.

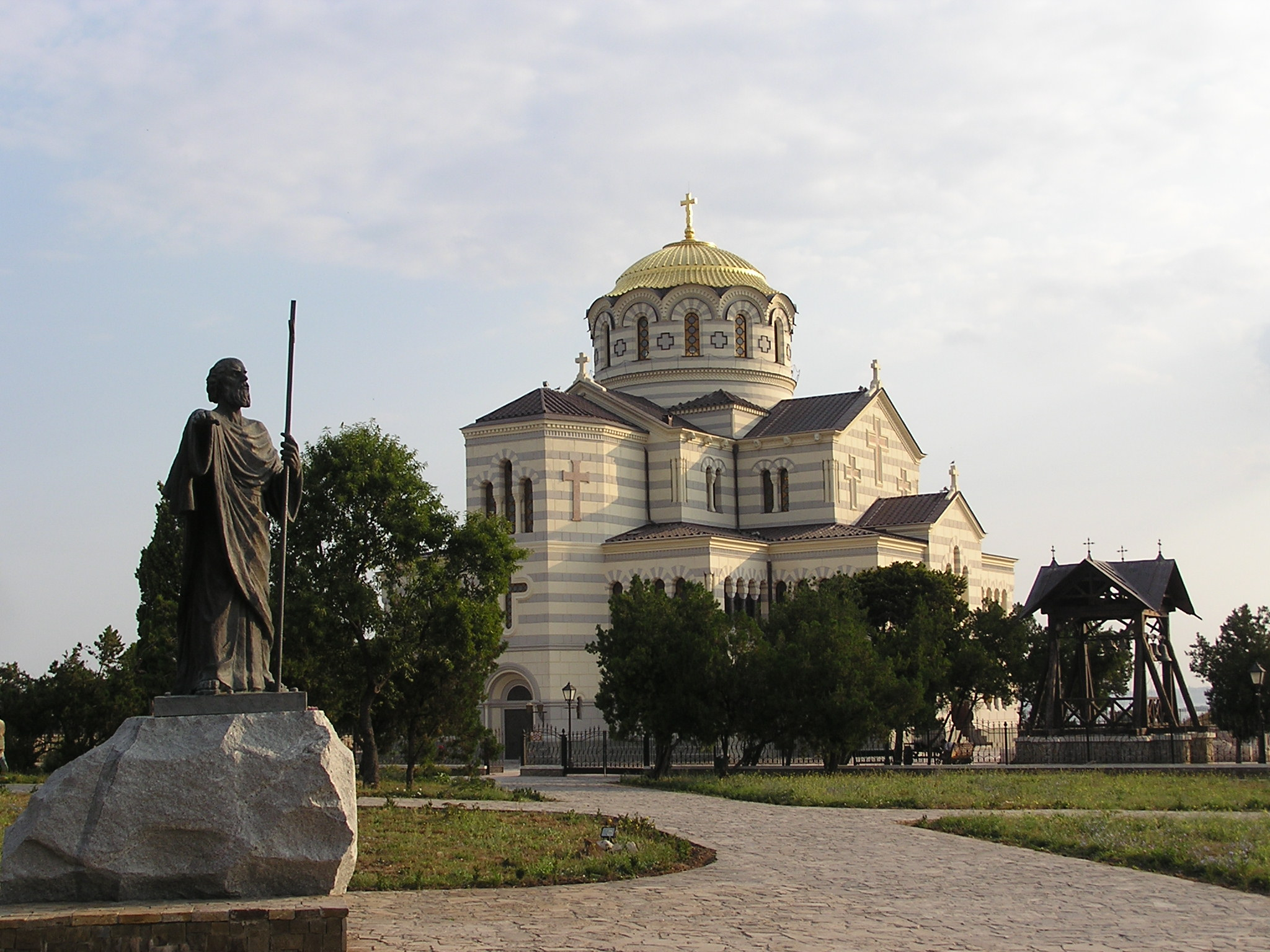
La cathédrale Saint-Vladimir de Chersonèse, de style néo-byzantin avec à l'avant-plan la statue de saint André.

Après la Pentecôte, il serait parti prêcher l'Évangile lors d'un long voyage autour de la mer Noire. Selon la tradition ecclésiale, ses voyages l'amenèrent en Mésopotamie, en Bithynie (côte anatolienne), à Éphèse, en Thrace maritime (région entre le Bosphore et le cap Kaliakra), en Scythie mineure (de Tomis aux bouches du Danube), en Crimée, à Byzance et finalement en Achaïe (au nord du Péloponnèse). Il serait mort crucifié sous l'empereur romain Néron, à Patras, en l'an 60, le 30 novembre selon la tradition. 
La Légende dorée rapporte ses miracles, comme la résurrection d'une troupe de marins. Elle relate aussi son supplice, ordonné par le proconsul Égée, dont saint André avait converti l'épouse. Egée lui offrit l'alternative suivante : sacrifier aux dieux romains ou mourir sur la croix. Ayant choisi le martyre, l'apôtre crucifié survécut pendant deux jours, durant lesquels il prêcha devant une grande foule. Celle-ci protesta devant le proconsul, redoutant le châtiment divin. Celui-ci ordonna alors de le faire descendre de la croix : or, personne ne put le délier. Louant la sainte croix dans de magnifiques éloges, le glorieux saint rendit l'âme dans une grande lumière. Saint André, censé avoir fait le tour de la mer Noire, est considéré comme le saint patron de l'Église roumaine et comme celui de la Marine russe.

#### En Corse
En Corse, la fête de la saint André (appelée sant'Andria en langue corse) symbolise la fin de l'automne et l'engagement du peuple dans les valeurs du partage et de la solidarité. Des personnes déguisées frappent aux portes pour demander de la nourriture. Elles accompagnent leur requête d'une prière appelée "A pruncantula di u sermone di a muntagna" (la prière du sermon sur la montagne) : « Apriti ! Apriti ! À Sant'Andria, chì vene da longa via, hà i pedi cunghjilati è hà bisognu di ricaldassi, d'un bon bichjeru di vinu » (« Ouvrez ! Ouvrez ! Le jour de la Saint André, celui qui vient d'une longue marche a les pieds gelés et a besoin de se réchauffer d'un bon verre de vin »).

## Reliques et attribut principal

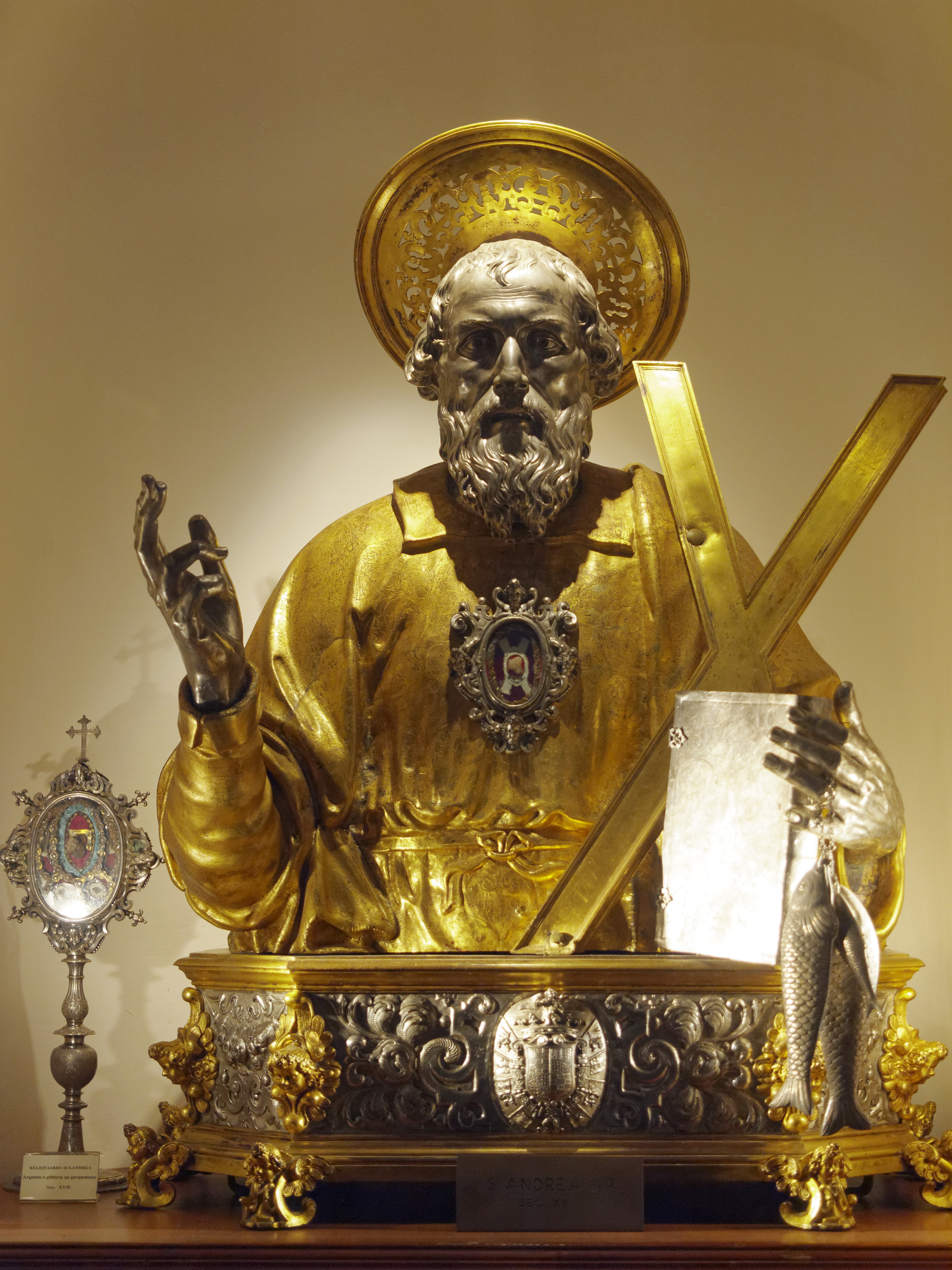
Reliquaire de saint André, cathédrale d'Amalfi, Campanie, Italie.

Au IVe siècle, ses reliques furent transportées de Patras à Constantinople. Elles reposent aujourd’hui principalement à Amalfi en Italie. Dans les années 1960, une grande partie de ses reliques et de sa croix furent restituées à l’Église de Grèce. Dans la ville de Patras, a été construite une grande église pour les abriter : la basilique Saint-André.
Son corps a été apporté de Constantinople à Rome sous le pape Pie II en 1462 par le cardinal Pierre de Capoue, légat du pape en Orient. Il voulut le mettre en sécurité en le déposant dans sa ville natale, Amalfi. Seul son crâne resta sur place. Il fut considéré comme l'une des quatre plus importantes reliques de la basilique Saint-Pierre de Rome, avec un morceau de la Croix du Christ, le voile de Véronique et la lance de Longin. Le sculpteur Le Bernin construisit l'une des quatre logias, autour du chœur de la basilique, pour le conserver. En septembre 1964, le pape Paul VI créa la surprise en le restituant à l’église de Patras en Grèce.
Une huile miraculeuse émane régulièrement des reliques d'Amalfi depuis 1304, les jours associés au saint et aux principales dates liturgiques du diocèse. Il existe une chronique du prodige, commencée en 1908 par l'archevêque Antonio Maria Bonito, qui rapporte en détail ces événements.
Deux autres reliques sont conservées au sanctuaire national Saint-André, à la cathédrale Sainte-Marie d'Édimbourg, de même qu'au trésor de la basilique Saint-Servais à Maastricht, dans un reliquaire commun à un ossement de saint Barthélemy.
L’attribut majeur de saint André est la croix à branches égales, dite croix de saint André (la crux decussata des Romains), sur laquelle il fut martyrisé et qui se trouve dans la basilique de la ville de Patras. Parfois, l’ancien pêcheur de Galilée tient un grand filet d’où émergent des têtes de poissons.

## Œcuménisme

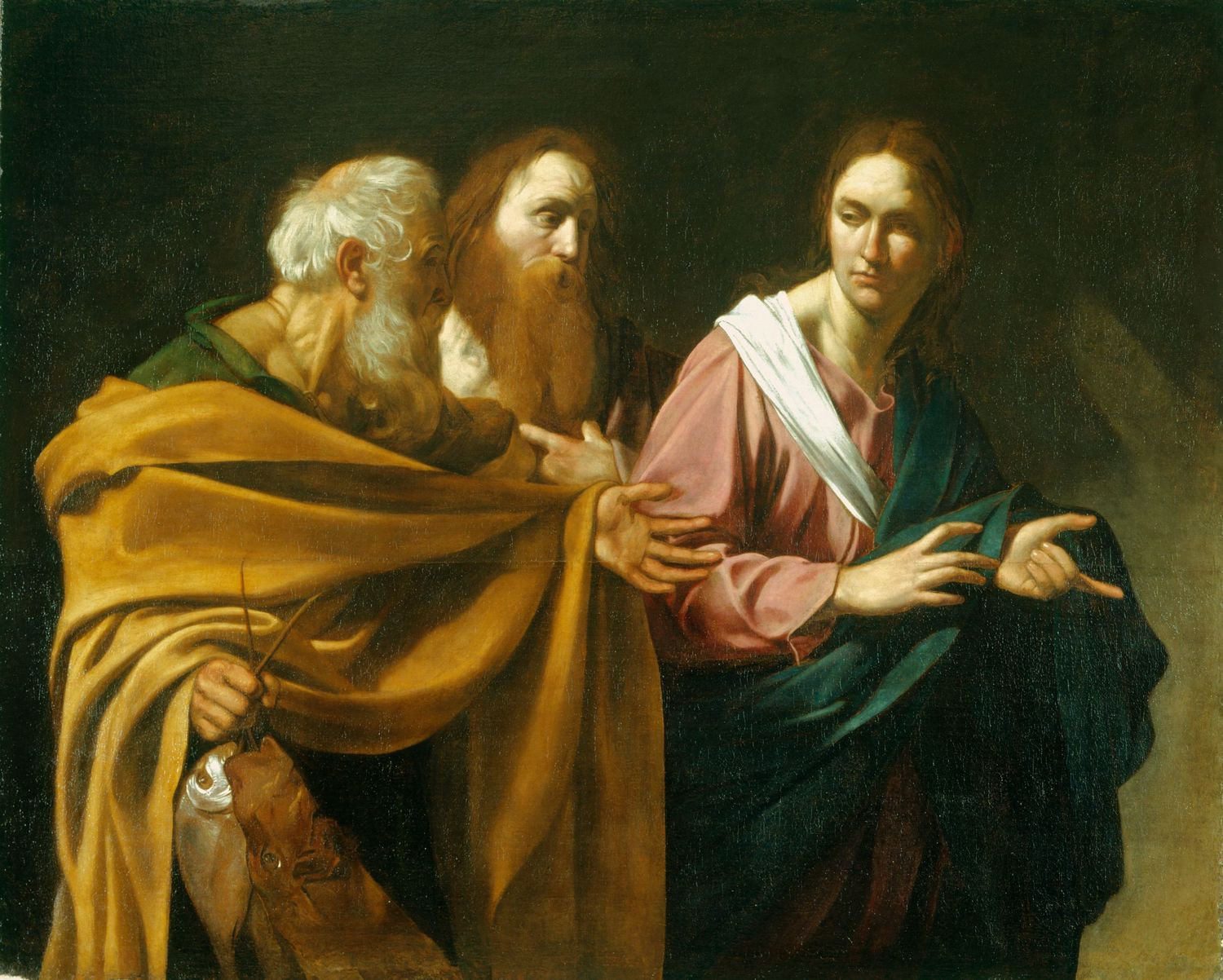
La Vocation de saint Pierre et saint André, œuvre attribuée au Caravage, Royal Collection, château de Hampton Court. Jésus se trouve à droite du tableau.

Saint Pierre et saint André sont frères de sang. Outre leur parenté et leur métier (ils sont pêcheurs), les deux Galiléens de Capharnaüm ont en commun d'avoir subi le martyre et d’être morts crucifiés, comme le Christ. Si Pierre est le « premier » (princeps) des apôtres, André est le « premier appelé » (protocletos). L’un est considéré comme fondateur de l’Église de Rome (Église occidentale), l’autre comme fondateur de l’Église de Constantinople (Église orientale).
Lors de leur pèlerinage et de leur rencontre historique à Jérusalem, le jour de l’Épiphanie 1964, le pape Paul VI et le patriarche Athénagoras se sont embrassés, en signe de réconciliation. Athénagoras offrit une icône représentant Pierre et André s’embrassant. Ce baiser des apôtres Pierre et André est devenu le symbole de la marche vers l’unité des Églises-sœurs d’Orient et d’Occident.

## Sous le patronage de saint André

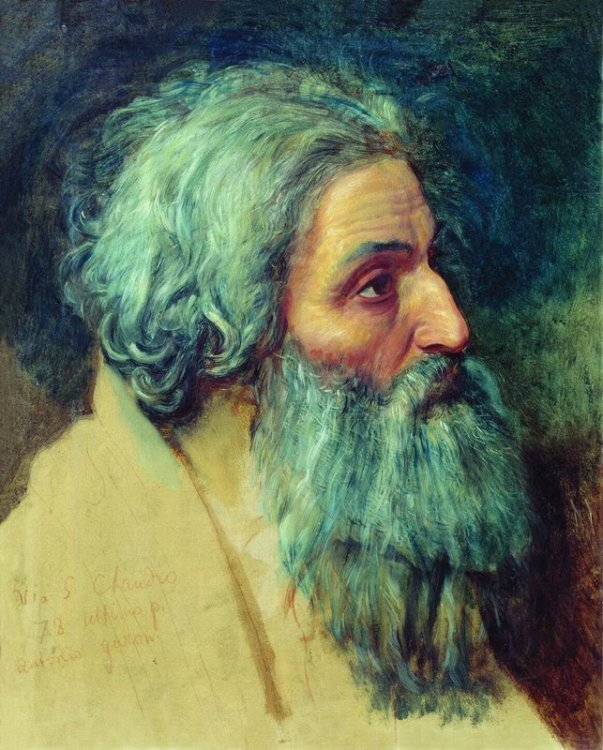
Tête de saint André (étude d'Alexandre Ivanov).

Le drapeau national de l'Écosse, représentant la croix de saint André.

Outre l'Église de Constantinople, la ville de Patras et le monastère du cap Saint-André à Chypre, de nombreux lieux et communes de par le monde portent le nom de Saint-André, en particulier Santander dont la croix figure sur le drapeau basque.
L'Ukraine le considère comme le premier évangélisateur de Kiev (la ville est fondée cinq siècles plus tard), et l’ordre de Russie le plus prestigieux était l’ordre impérial de Saint-André. La Russie actuelle a rétabli la croix de saint André sur les pavillons de ses navires de guerre, comme le faisaient autrefois les marins du tsar depuis 1690, sous le règne de Pierre Ier. En souvenir du patronage de saint André sur l’ancien État de Bourgogne, la marine royale belge arbore aussi un pavillon à la croix de saint André.
Saint André est également considéré comme le premier évangélisateur du territoire sur lequel se trouve actuellement la Roumanie, étant célébré comme l'un des plus importants saints de l'orthodoxie roumaine. D'après George Alexandrou, saint André aurait passé vingt années en ermite en Scythie mineure dans une grotte près d'un village actuellement nommé Ion Corvin aujourd’hui en Roumanie.
Il est le saint patron de l'Écosse ; plusieurs loges maçonniques, de très nombreux pubs et églises, et une ville avec l'un des parcours de golf les plus anciens et prestigieux du monde et une université, ont été nommés en son honneur.
Saint André est aussi le patron de la ville de San Andrés (Tenerife, Espagne).
De nombreux lieux de culte lui sont dédiés, en particulier les cathédrales de Bordeaux, d'Avranches, de Wells (Angleterre), d'Aberdeen (Écosse), de Glasgow (Écosse), d'Amalfi (Italie), de Saint-Pétersbourg, de Little Rock (Arkansas, USA), de Grand Rapids (Michigan, USA), de Yopougon (Côte d'Ivoire).

## Célébration
Dans la liturgie catholique, saint André est fêté le 30 novembre. Dans le diocèse de Bordeaux (France), dont il est le saint patron, la Saint-André est fêtée le dimanche précédant le 30 novembre, lors d'une célébration en la cathédrale Saint-André de Bordeaux.

## Galerie

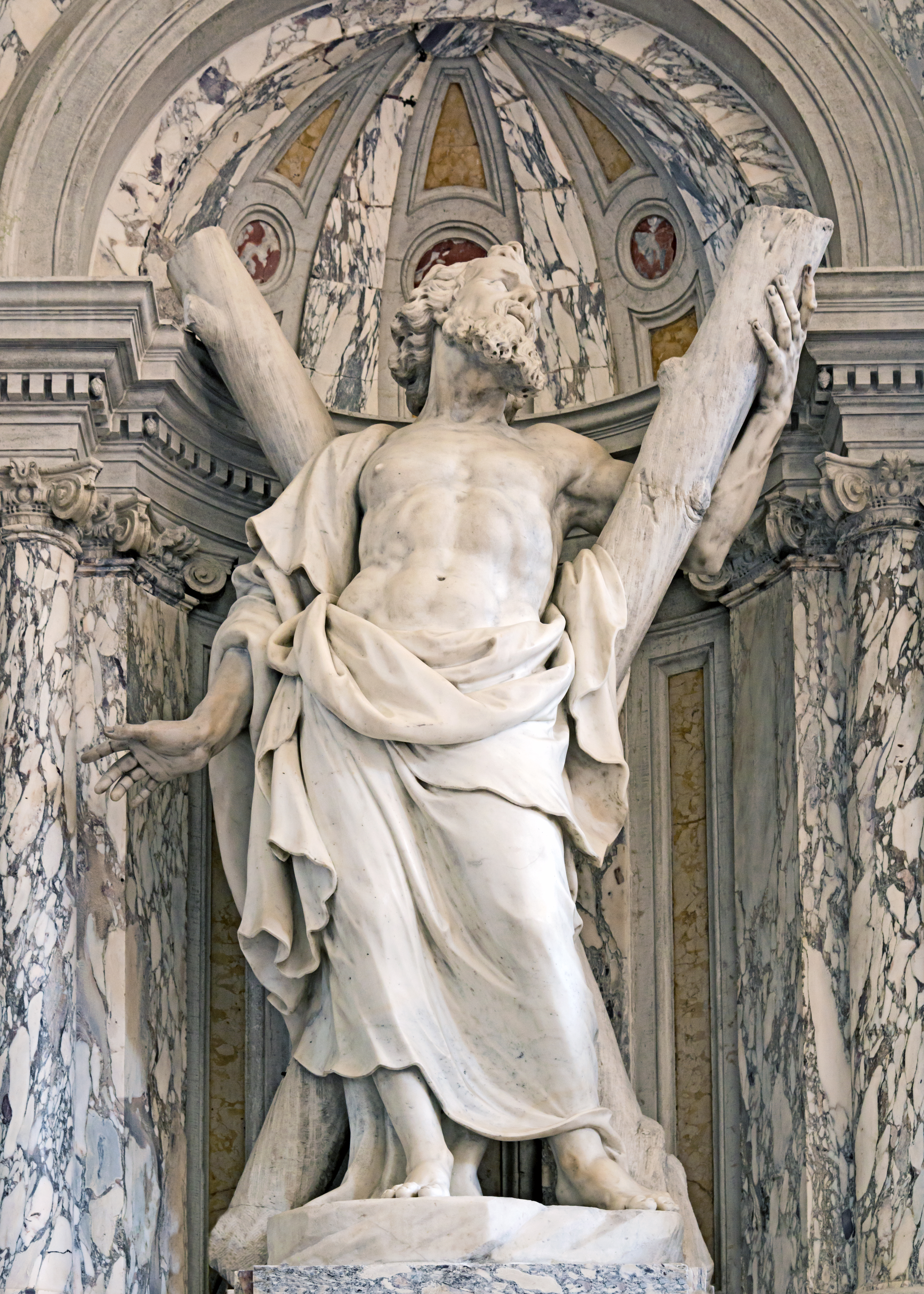
Statue de l'apôtre André, église Sant'Andrea della Zirada, Venise.
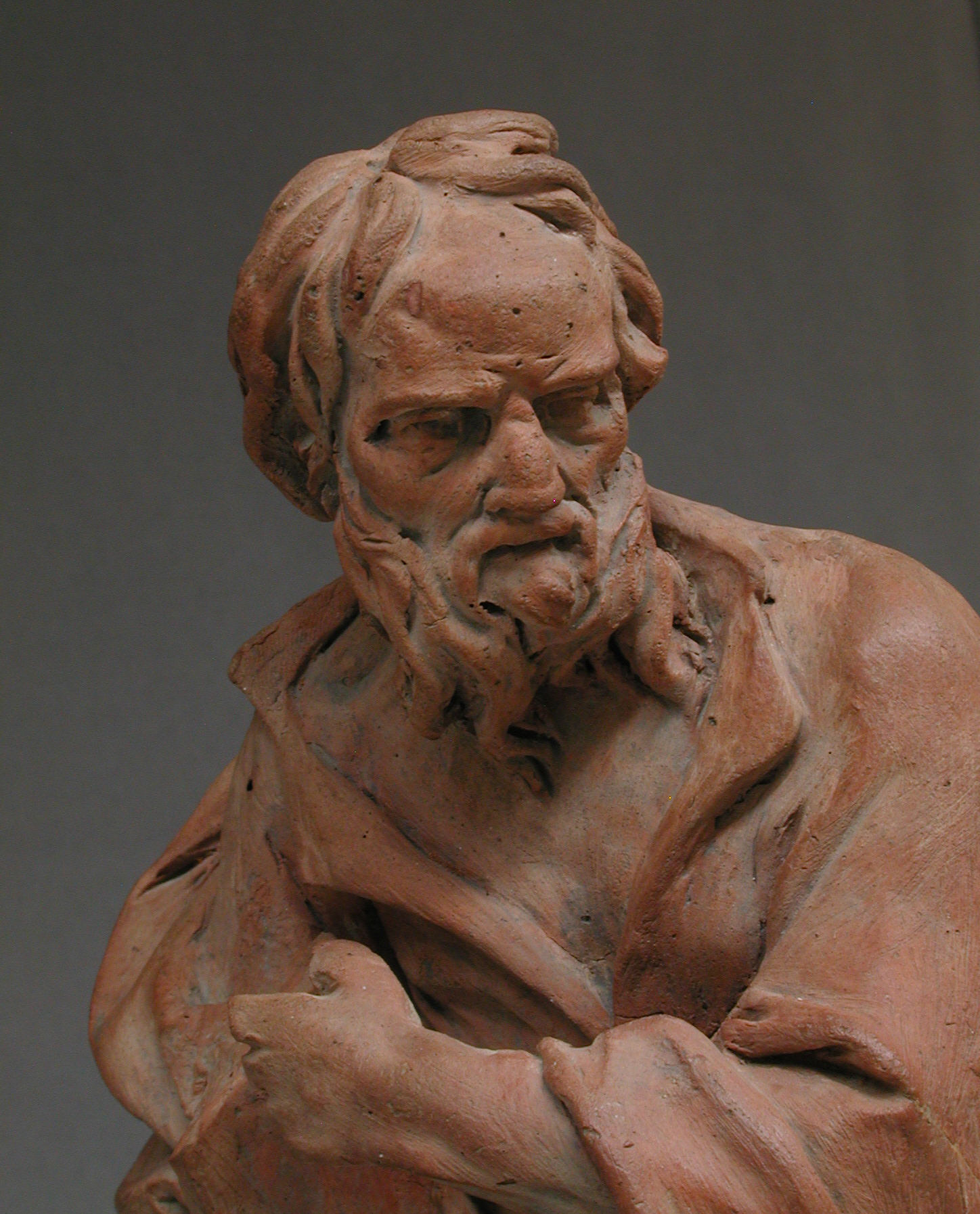
Portrait de saint André, détail d'une statue de Giuseppe Picano (1780), Metropolitan Museum of Art, New York, États-Unis.
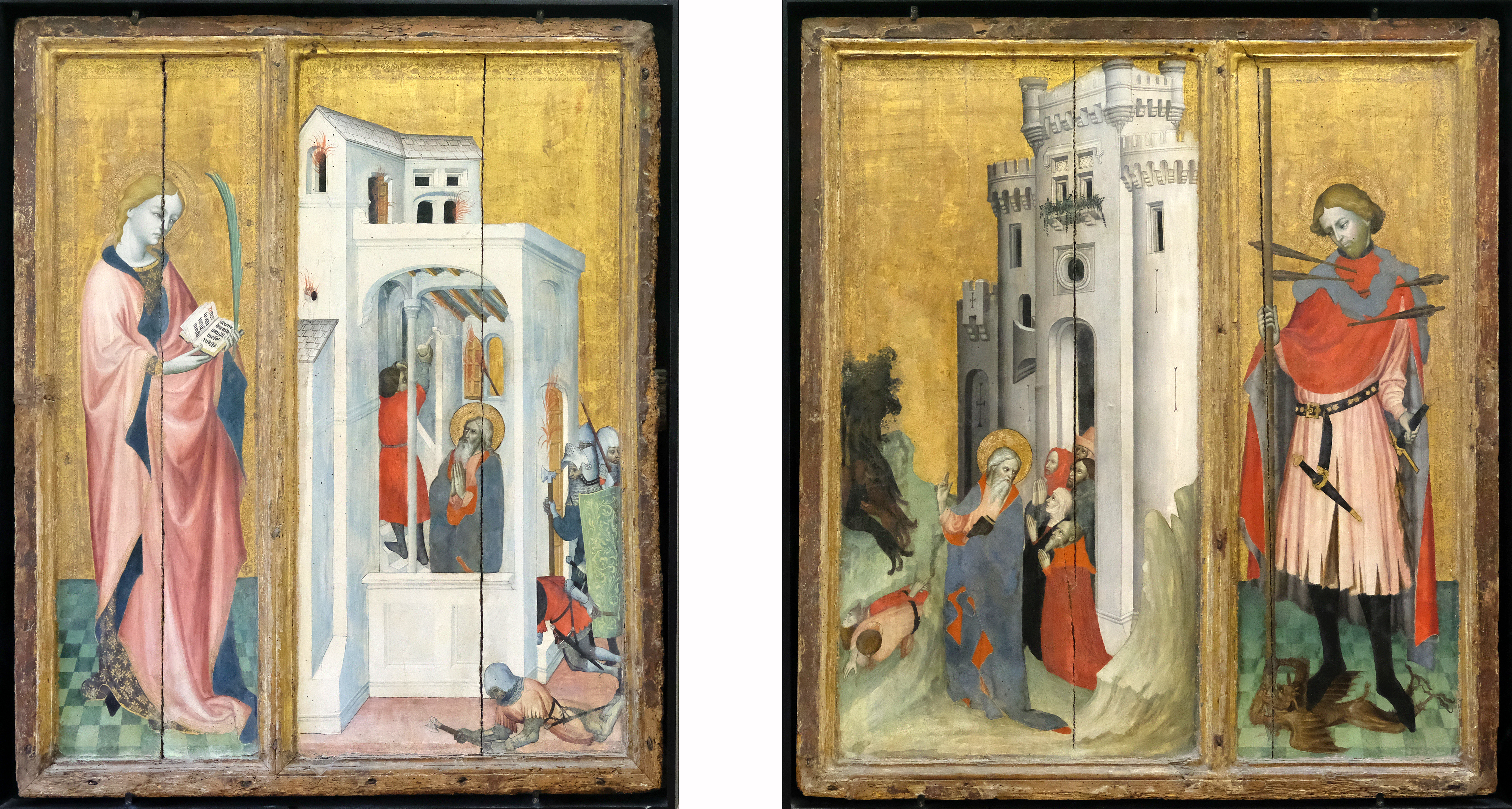
Le Retable de Thouzon : deux épisodes de la vie de l'apôtre.
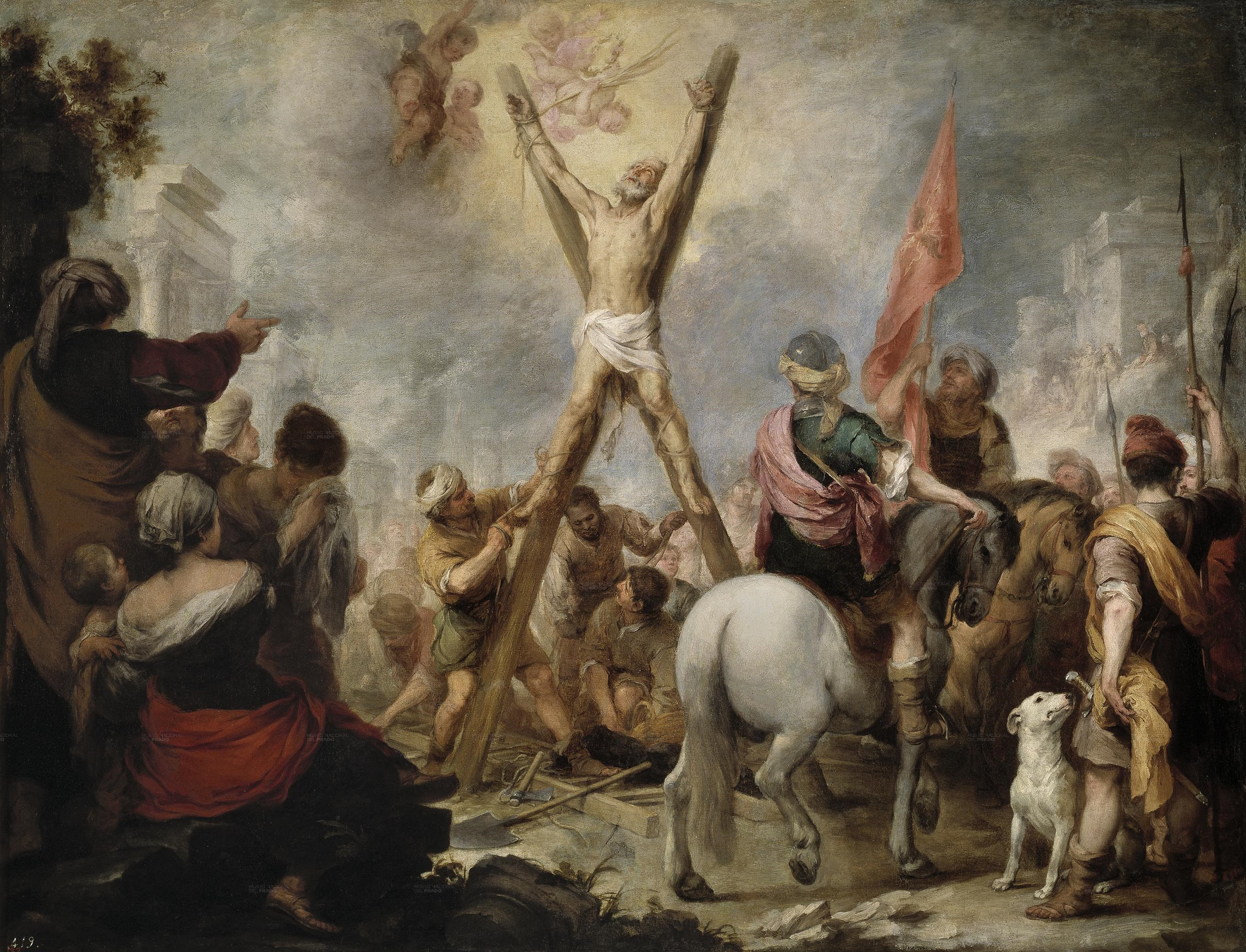
Le Martyre de saint André, de Bartolomé Esteban Murillo (1682), musée du Prado, Madrid, Espagne.
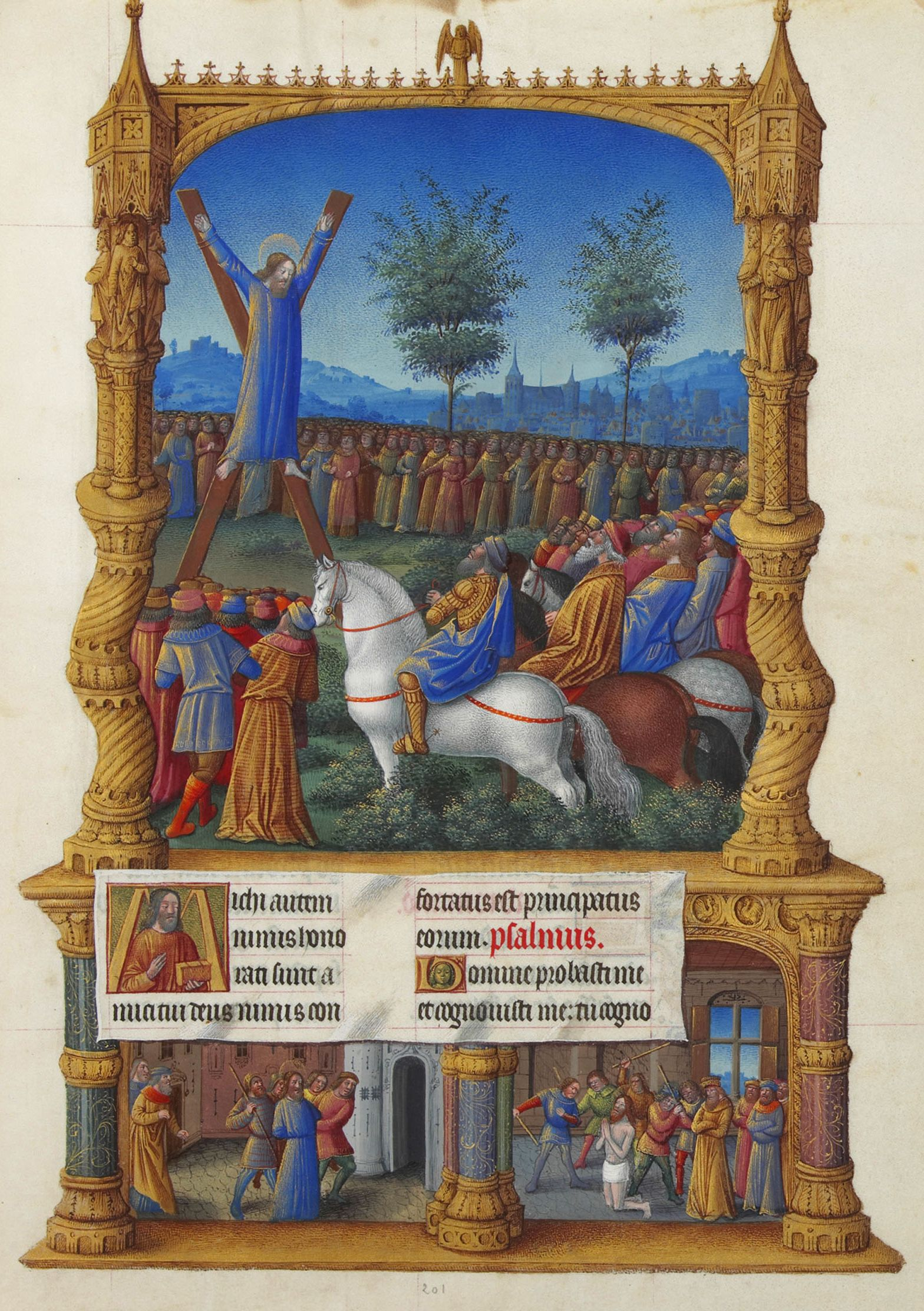
Crucifixion de saint André, Les Très Riches Heures du duc de Berry, musée Condé, Chantilly, ms.65, f.201r, Jean Colombe, v. 1485–1486.